# 自然科学会报

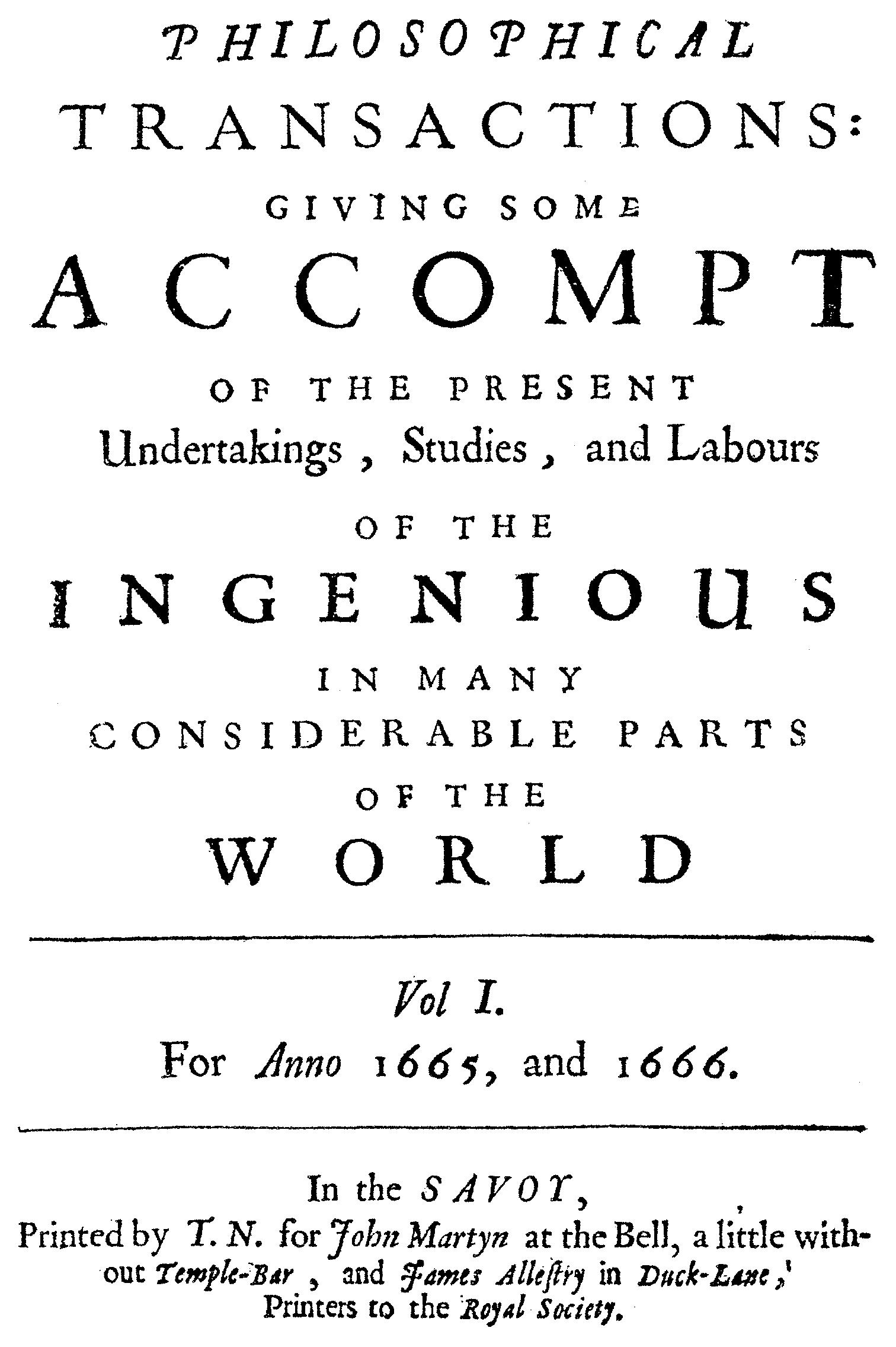
自然科學會報第一期，包括1665及1666年兩年份的內容

《自然科学会报》（The Philosophical Transactions of the Royal Society，缩写为 Phil. Trans.）是一本由英国皇家学会出版的科学期刊。它始创于1665年，是世界上最早专注于科学的期刊。因为该期刊在创办以来一直在持续出版，该期刊也是世界上运营时间最长的科学期刊。期刊标题中的词语“哲学”（philosophical）源于“自然哲学”（natural philosophy），也就是现在所说的科学（science）。

## 历史
自然科学会报的第一期出版于皇家学会成立后的第六年，1665年3月6日。改期会报由皇家学会的第一任秘书亨利·奥尔登伯格（Henry Oldenburg）编辑和出版。几个世纪以来，有许多重要的科学发现在《自然科学会报》上发表。艾萨克·牛顿、麥可·法拉第及查尔斯·达尔文等人都曾在自然科学会报上发表著作。1672年，该期刊发表了牛顿的第一篇论文《光和颜色的新理论》（New Theory about Light and Colours），该论文可以被认为是牛顿科学生涯的开始。

## 当前出版物
该期刊于1887年扩展为两个单独的期刊，一个期刊主要关于物理科学（《自然科学会报A：数学、物理及工程科学》， Philosophical Transactions of the Royal Society A: Mathematical, Physical and Engineering Sciences），另一个期刊主要关于生命科学（《自然科学会报B：生物学》，Philosophical Transactions of the Royal Society B: Biological Sciences）。目前该两个期刊主要出版专题刊次和皇家学会的研讨会的刊次。而研究论文则主要刊登在皇家学会的其他期刊中：如《会志：生物科学》，《会志：数学、物理及工程科学》等。